# AT 2019qiz
AT 2019qiz est un événement transitoire associé à un événement de rupture par effet de marée. Détecté dans le spectre optique le 19 septembre 2019 à 11 heures, 59 minutes et 43 secondes (heure française) par le Zwicky Transient Facility (ZTF), avec une magnitude apparente maximale de 17.81. AT 2019qiz est l'événement de rupture par effet de marée le proche connu, sa distance est estimée à ~250 millions d'a.l. et il est originaire de la galaxie PGC 980815, leurs décalages vers le rouge respectifs étant le même. Depuis sa détection par le ZTF, il a été observé dans quasi tout le spectre électromagnétique, excluant les rayons gamma. Après sa détection en 2019 et toutes les analyses effectuées, les scientifiques le révèlent au monde dans un article publié en octobre 2020 dans la revue scientifique Royal Astronomical Society.

## Événement de rupture par effet de marée
Après sa détection par le ZTF, une spectroscopie sera effectuée par le télescope spatial Hubble, cette dernière relève de faibles et fortes raies d'émissions de fer, azote, carbone et magnésium tous ionisés, détectées sous la forme de raies telles que Fe II, NV, CIV et Mg II, ce qui est la première fois pour un événement transitoire. Une autre spectroscopie faite avec le télescope infrarouge Keck I a validé la présence d'un événement de rupture par effet de marée, et les observations radio semblent aussi confirmer ce fait. Les scientifiques ont convenu grâce aux observations qu'il s'agissait d'un événement de rupture par effet de marée, la présence de tant d'éléments s'explique donc par le fait qu'une étoile a été disloquée et consumée par un trou noir supermassif. Les gaz restants de la dislocation se sont fait expulser par la force gravitationnelle du trou noir sous la forme d'un spaghetti cosmique à 15 000 Km/s, puis auraient ralenti dans la galaxie du trou noir pour atteindre une vitesse de 10 000 Km/s. Le trou noir supermassif de PGC 980815 a une masse de ~10 millions de M☉ et l'étoile disloquée a une masse de ~1 M☉. L'événement optique a duré au total 6 mois avec un pic de luminosité 29 ± 2 jours après sa détection par le ZTF. Une analyse a été faite pendant et après l'événement par le télescope spatial Swift, qui suggère qu'une majeure partie de la matière composant l'étoile a fini dans un disque d'accrétion, rayonnant fortement dans les rayons X à des énergies allant de 0,3 à 10 KeV,. Le spectre particulier du rayonnement X du disque montre que sa lumière a traversé une région galactique riche en hydrogène neutre.